# Jasmin Schwiers

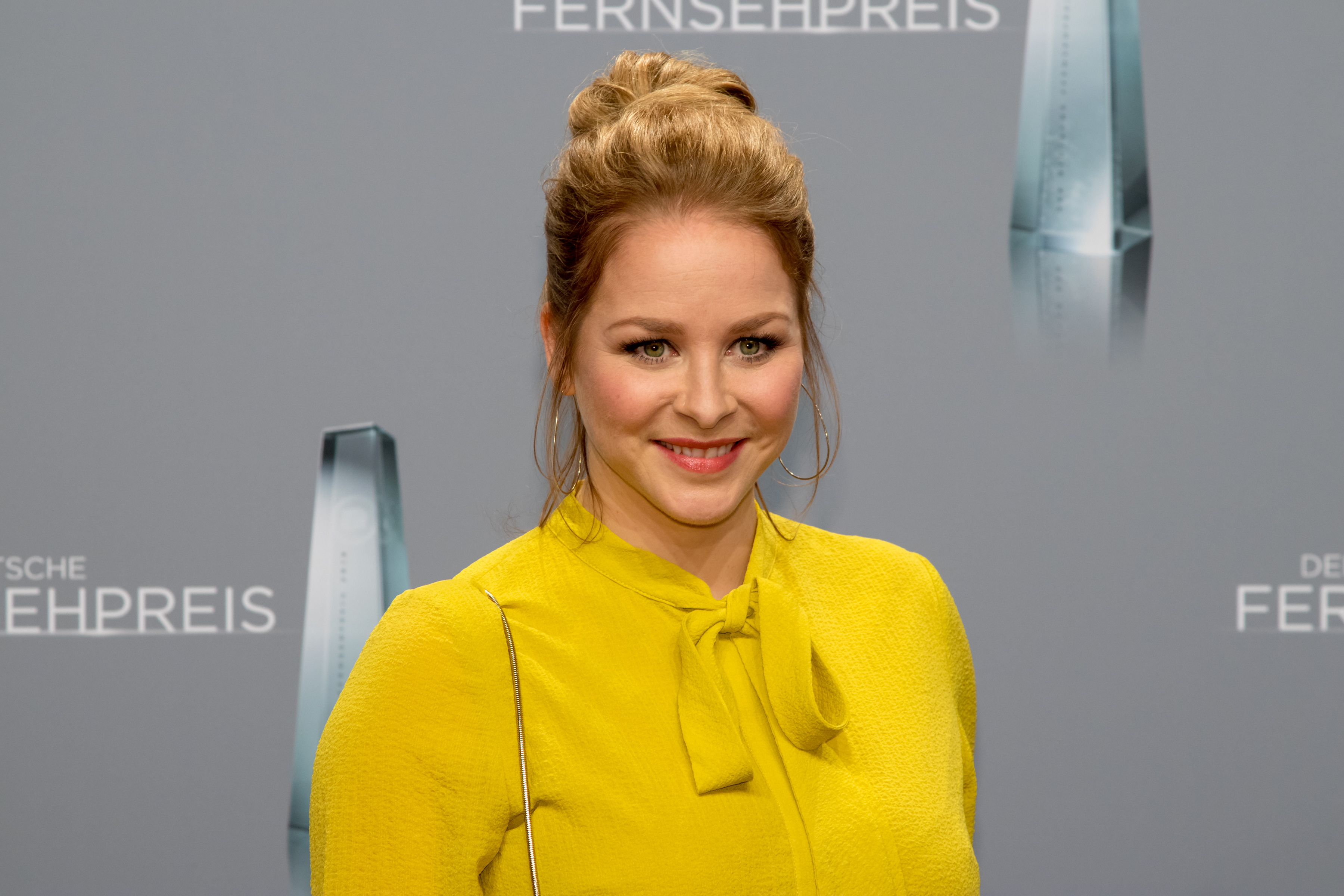
Jasmin Schwiers beim Deutschen Fernsehpreis 2018

Jasmin Schwiers (* 11. August 1982 in Eupen, Belgien) ist eine deutsche Schauspielerin. Ihren Durchbruch hatte sie 1998 als Tochter von Serienmutter Rita Kruse (Gaby Köster) in der RTL-Comedy-Serie Ritas Welt.

## Leben

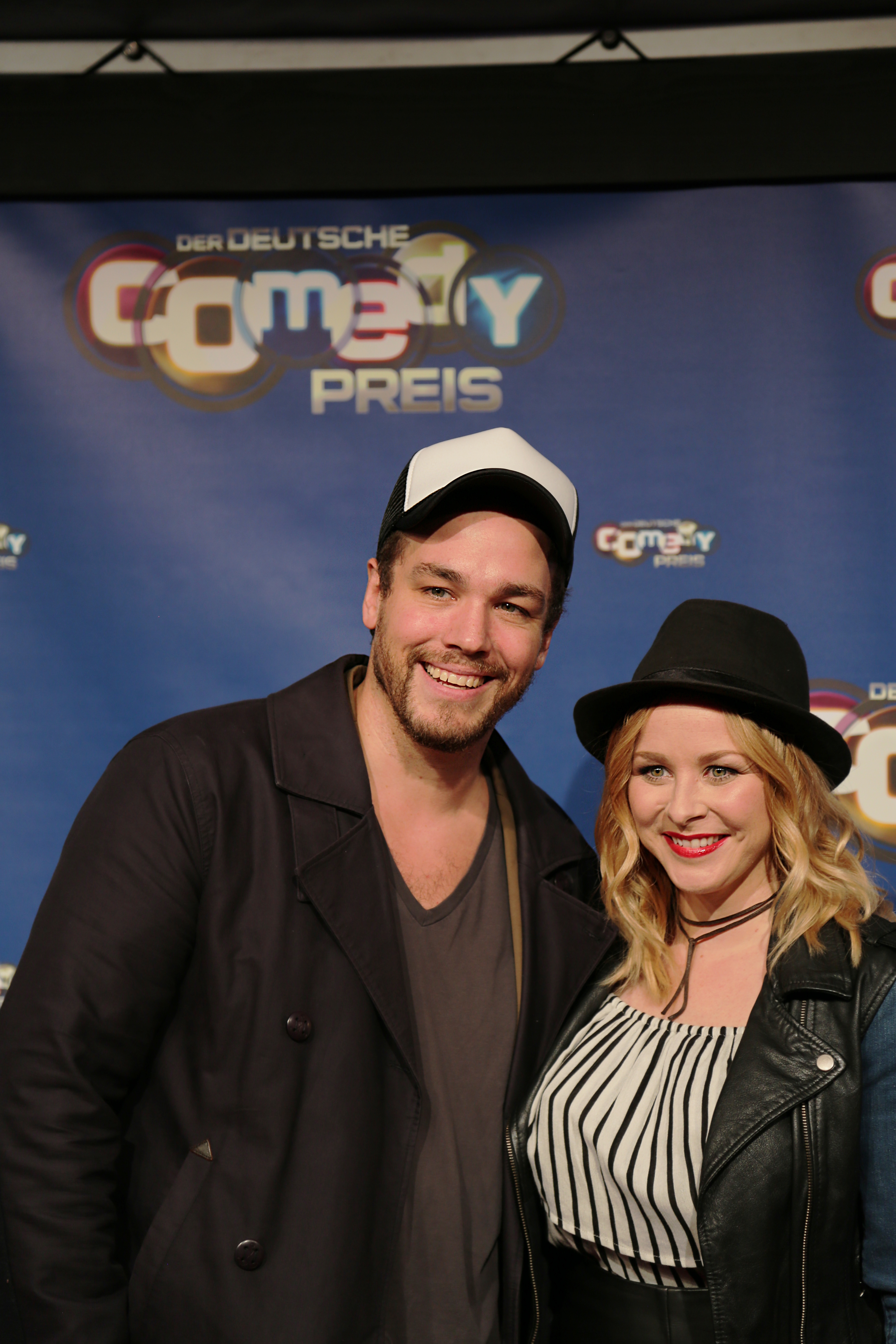
Jasmin Schwiers mit Ehemann Jan van Weyde, 2017

Schwiers ist in der Deutschsprachigen Gemeinschaft Belgiens aufgewachsen, absolvierte jedoch ihr Abitur am Rhein-Maas-Gymnasium Aachen. Über Werkwochen in der Bleiberger Fabrik in Aachen kam sie schließlich im Alter von zehn Jahren zur Schauspielerei, als sie bei einer Kindertheateraufführung entdeckt und für das Vorsprechen des ersten Films eines befreundeten Drehbuchautors vorgeschlagen wurde. Bei diesem Engagement fand sie Gefallen an der Schauspielerei und schloss sich der Agentur Players an.
Jasmin Schwiers organisiert Kreativ-Gruppen für Kinder in der Bleiberger Fabrik in Aachen und engagiert sich als Botschafterin des Deutschen Kinderhospizvereins. Ihr Bruder Rene ist Musiker in der Kölsch-Rock-Gruppe Kasalla. Sie ist mit dem Comedian und Schauspieler Jan van Weyde verheiratet. Das Paar hat zwei Töchter (* 2014) und (* 2019). Schwiers lebt in Köln.

## Karriere
Nach ihrem Fernsehdebüt mit Die Nacht der Nächte – School’s out (1997) hatte Schwiers 1998 ihren Durchbruch als Tochter von Serienmutter Rita Kruse (Gaby Köster) in der RTL-Comedy-Serie Ritas Welt. Ihr Kinodebüt gab Schwiers im Folgejahr in Otto Alexander Jahrreiss’ Komödie Alles Bob!. Es folgten weitere Rolle auf der Kinoleinwand, wie in Ottokar Runzes Der Vulkan (1999), Marco Petrys Schule, Joseph Vilsmaiers Leo und Claire (beide 2000), und Leander Haußmanns NVA (2005). 2005 erhielt sie die Lilli-Palmer-Gedächtnis-Kamera.
Im Fernsehen war sie u. a. als 16-jährige Nicole Maibach im Liebesfilm Mein erster Freund, Mutter und ich (2003) aus der Reihe made by ProSieben, als jungfräuliche Saskia in Klaus Knoesels Endlich Sex! (2004), in Hans-Christoph Blumenbergs Dokudrama Die Kinder der Flucht (2006) und als hochmütige Prinzessin Isabella von Geranien in dem Märchenfilm König Drosselbart (2008) an der Seite von Ken Duken zu sehen.
Seit 1999 übernimmt Schwiers Gastrollen in zahlreichen Fernsehserien und -reihen, u. a. in Die Wache, Tatort, Stubbe – Von Fall zu Fall, Kommissarin Lucas, Polizeiruf 110, Ein Fall für zwei, Wilsberg, Der Alte und Marie Brand. Seit 2015 gehört sie in der Rolle der Simone Papst neben Lina Wendel und Karim Chérif zur Stammbesetzung der ARD-Krimireihe Die Füchsin. Seit 2021 ist sie neben Mariele Millowitsch als Birte Hansen Teil des Hauptcasts der Filmkomödienreihe Klara Sonntag.
2012 sang Schwiers mit dem Sänger Gregor Meyle den Titel Dann bin ich zu Haus im Duett.

## Filmografie

### Kinofilme
- 1999: Alles Bob!
- 1999: Der Vulkan
- 2000: Schule
- 2001: Leo und Claire
- 2002: Tattoo
- 2005: NVA
- 2008: Lauf um Dein Leben – Vom Junkie zum Ironman
- 2008: Little Paris
- 2009: Mord ist mein Geschäft, Liebling
- 2010: Otto’s Eleven
- 2012: Kleine Morde
- 2014: Männerhort
- 2016: Morpheus
- 2017: Schatz, nimm Du sie!
- 2022: Die Geschichte der Menschheit – leicht gekürzt
- 2025: Das Kanu des Manitu

### Fernsehfilme
- 1997: Die Nacht der Nächte – School’s out
- 2000: Heimliche Küsse – Verliebt in ein Sex-Symbol
- 2003: Mein erster Freund, Mutter und ich
- 2003: Gefährliche Gefühle
- 2004: Endlich Sex!
- 2004: Die Konferenz
- 2005: Das Leben der Philosophen
- 2006: Die Kinder der Flucht (Dreiteiler, 3. Film Breslau brennt!)
- 2007: Der fremde Gast
- 2007: Ein unverbesserlicher Dickkopf
- 2008: Machen wir’s auf Finnisch
- 2008: König Drosselbart (ARD-Märchenfilmreihe Sechs auf einen Streich)
- 2009: Für meine Kinder tu’ ich alles
- 2009: Mein Flaschengeist und ich
- 2010: Trau’ niemals deinem Chef
- 2010: Das zweite Wunder von Loch Ness
- 2010: Uns trennt das Leben
- 2012: Rat mal, wer zur Hochzeit kommt
- 2012: Heiratsschwindler küsst man nicht
- 2012: Und alle haben geschwiegen
- 2015: Heiraten ist nichts für Feiglinge
- 2017: Ein Schnupfen hätte auch gereicht (Fernsehfilm)
- 2017: Was ich von dir weiß
- 2017: Love is in the Air
- 2017: Brandnächte
- 2017: Das Nebelhaus
- 2018: Der Wunschzettel
- 2018: Böhmermanns perfekte Weihnachten
- 2019: Ottilie von Faber-Castell – Eine mutige Frau
- 2021: Nestwochen
- 2025: Die Kinderschwindlerin

### Fernsehserien und -reihen
- 1999: CityExpress (Folge Weichenstellung)
- 1999: Die Wache (Folge Blind vor Liebe)
- 1999–2000: Tanja (5 Folgen)
- 1999–2001: Ritas Welt (25 Folgen)
- 1999: Tatort: Kinder der Gewalt
- 2001: Tatort: Bestien
- 2003: Stubbe – Von Fall zu Fall: Auf Liebe und Tod
- 2003: Tatort: Romeo und Julia
- 2004: Kommissarin Lucas – Vergangene Sünden
- 2005–2006: Bis in die Spitzen (7 Folgen)
- 2006: Polizeiruf 110: Die Mutter von Monte Carlo
- 2006: Ein Fall für zwei (Folge Ewige Freundschaft)
- 2006: Abschnitt 40 (Folge Abendland)
- 2007: SOKO Rhein-Main (Folge Nichts geht mehr)
- 2007–2013: Kommissar Stolberg (8 Folgen)
- 2009: Der Kapitän (2 Folgen)
- 2009: Lutter: Mordshunger
- 2010: Tatort: Klassentreffen
- 2010: SOKO Wismar (Folge Kriminaltango)
- 2010: Deadline – Jede Sekunde zählt (Folge Notaufnahme)
- 2010: Wilsberg: Bullenball
- 2011: SOKO Leipzig (Folge Das Mädchen im Park)
- 2011–2013: Krimi.de (3 Folgen)
- 2012: Danni Lowinski (Folge Lesen und Schreiben)
- 2014: Helen Dorn: Das dritte Mädchen
- 2014: Küstenwache (Folge Riskanter Besuch)
- 2014: Der Alte (Folge Melodie des Todes)
- seit 2015: Die Füchsin → siehe Besetzung
  - 2015: Dunkle Fährte
  - 2017: Spur auf der Halde
  - 2018: Spur in die Vergangenheit
  - 2019: Im goldenen Käfig
  - 2019: Schön und tot
  - 2021: Treibjagd
  - 2021: Romeo muss sterben
  - 2023: Alte Sünden
- 2016: Heldt (Folge Jagd auf Roter Pullover)
- 2017: Wilsberg: Der Betreuer
- 2017: Marie Brand und der Liebesmord
- 2017: SOKO Köln (Fernsehserie, Folge Die Freundin meiner Frau)
- 2017: Die Chefin (Fernsehserie, Folge Paarungszeit)
- 2018: Deutsch-Les-Landes (8 Folgen)
- seit 2021: Klara Sonntag
  - 2021: Kleine Fische, große Fische
  - 2022: Liebe macht blind
  - 2023: Erste Liebe
- 2022: Binge Reloaded
- 2023: Wir sind die Meiers (Fernsehserie)
- 2024: SOKO Stuttgart (Fernsehserie, Folge An der Angel)
- 2024: Ein Fall für zwei (Folge Entzweit)

## Hörspiele (Auswahl)
- 2012: Glaube, Liefe, Mafia von Mark Zak, WDR[7]
- 2016: Nachtexpress von Bodo Traber, WDR
- 2016: ARD Radio Tatort: Alt ist kalt von Dirk Schmidt, WDR
- 2018: Caiman Club. Lobbyismus-Thriller-Serie von Stuart Kummer und Edgar Linscheid, WDR[8]
- 2018: Der dunkle Wald von Cixin Liu, WDR/NDR[9]
- 2019: Die Nacht von Lissabon von Erich Maria Remarque (4-teilige Mini-Serie), Radio Bremen/WDR
- 2023: 12 Nächte von Leonie Below (12-teilige Mystery-Serie über die Raunächte), WDR[10]

## Auszeichnungen
- 2000: Günter-Strack-Fernsehpreis des Studios Hamburg für herausragende Leistungen im Film Heimliche Küsse – Verliebt in ein Sex-Symbol
- 2005: Lilli Palmer & Curd Jürgens Gedächtniskamera im Rahmen der Verleihung der Goldenen Kamera